# Nuno Tomás
Nuno Miguel do Adro Tomás, noto semplicemente come Nuno Tomás (Odivelas, 15 settembre 1995), è un calciatore portoghese, difensore del Belenenses.

## Caratteristiche tecniche
È un difensore centrale.

## Carriera

### Club
È cresciuto nelle giovanili del Belenenses.
Ha esordito il 24 agosto 2014 con la maglia dell'Eléctrico in un match pareggiato 2-2 contro il Caldas.

## Statistiche

### Presenze e reti nei club
Statistiche aggiornate al 7 luglio 2017.
| Stagione        | Squadra         | Campionato      | Campionato | Campionato | Coppe nazionali | Coppe nazionali | Coppe nazionali | Coppe continentali | Coppe continentali | Coppe continentali | Altre coppe | Altre coppe | Altre coppe | Totale | Totale | Totale |
| Stagione        | Squadra         | Comp            | Pres       | Reti       | Comp            | Pres            | Reti            | Comp               | Pres               | Reti               | Comp        | Pres        | Reti        | Pres   | Reti   |        |
| --------------- | --------------- | --------------- | ---------- | ---------- | --------------- | --------------- | --------------- | ------------------ | ------------------ | ------------------ | ----------- | ----------- | ----------- | ------ | ------ | ------ |
| 2014-2015       | Eléctrico       | 3D              | 29         | 2          | TP              | 1               | 0               |                    | -                  | -                  |             | -           | -           | 30     | 2      |        |
| 2015-2016       | Sintrense       | 3D              | 29         | 0          | TP              | 0               | 0               |                    | -                  | -                  |             | -           | -           | 29     | 0      |        |
| 2016-2017       | Real SC         | 3D              | 30         | 2          | TP              | 0               | 0               |                    | -                  | -                  |             | -           | -           | 30     | 2      |        |
| Totale carriera | Totale carriera | Totale carriera | 88         | 4          |                 | 1               | 0               |                    | -                  | -                  |             | -           | -           | 89     | 4      |        |